# Baye (Marna)
Baye è un comune francese di 393 abitanti situato nel dipartimento della Marna nella regione del Grand Est.

## Società

### Evoluzione demografica
Abitanti censiti